# مشعل العلی
مشعل العلی (عربی: مشعل العلي؛ زادهٔ ۵ ژوئیهٔ ۱۹۶۸) بازیکن هندبال اهل کویت بود.